# Sta' fermo, muori e resuscita
Sta' fermo, muori e resuscita (Zamri, umri, voskresni!) è un film del 1989 diretto da Vitali Kanevski, vincitore della Caméra d'or per la miglior opera prima al 43º Festival di Cannes.

## Trama
Nello sfondo di una città mineraria in Siberia non lontano da Vladivostok, si svolge al termine del disgelo invernale del 1947 la storia di due ragazzini, Valerka e Galia, che all'inizio rivaleggiano nel vendere tè ai minatori ma poi si aiuteranno nell'affrontare le avversità della vita.

## Riconoscimenti
- 1990 - Festival di Cannes
  - Caméra d'or per la miglior opera prima
- 1990 - European Film Awards
  - Miglior sceneggiatura
  - Menzione speciale per la scoperta dell'anno
- 1990 - Semana Internacional de Cine de Valladolid
  - Premio per il miglior regista